# ニューヨーク・トリビューン
『ニューヨーク・トリビューン』（英語: The New-York Tribune）は、アメリカ合衆国ニューヨークで1841年から1924年まで発行されていた日刊新聞である。
編集者、政治家のホレス・グリーリーが創刊。反奴隷制、フリーソイル （Free Soil、自由な土地）運動、保護貿易、女性の権利などについて社会改革の論陣を張り、アメリカ合衆国北部世論の形成に大きな影響を与えた。
1924年、赤字経営に陥っていた『ニューヨーク・ヘラルド』を併合、『ニューヨーク・ヘラルド・トリビューン』に改題され1966年まで発行された。